# 1612
- Wikisource

| Calendário gregoriano                                                        | 1612 MDCXII                         |
| Ab urbe condita                                                              | 2365                                |
| Calendário arménio                                                           | 1061 – 1062                         |
| Calendário bahá'í                                                            | -232 – -231                         |
| Calendário budista                                                           | 2156                                |
| Calendário chinês                                                            | 4308 – 4309 Início a 2 de fevereiro |
| Calendário copta                                                             | 1328 – 1329                         |
| Calendário etíope                                                            | 1604 – 1605                         |
| Calendários hindus - Vikram Samvat - Calendário nacional indiano - Cáli Iuga | 1667 – 1668 1533 – 1534 4712 – 4713 |
| Calendário Holoceno                                                          | 11612                               |
| Calendário islâmico                                                          | 1021 – 1022                         |
| Calendário judaico                                                           | 5372 – 5373                         |
| Calendário persa                                                             | 990 – 991                           |
| Calendário rúnico                                                            | 1862                                |
| Calendário solar tailandês                                                   | 2155                                |

1612 (MDCXII, na numeração romana)  foi um ano bissexto do século XVII  do actual Calendário Gregoriano, da Era de Cristo, e as suas letras dominicais foram  A e G (52 semanas), teve início a um domingo e terminou a uma segunda-feira.
| Ano completo                       |
| ---------------------------------- |
| Ano bissexto com início ao domingo |

## Eventos
- A cidade de Saint George, nas Bermudas, é fundada pelos ingleses - a mais antiga povoação permanente inglesa no Novo Mundo.
- Jamestown, a primeira colônia inglesa dos Estados Unidos, passa a exportar tabaco para o Reino Unido.

### Julho
- 14 de Julho - Surge o apelido Camisão.

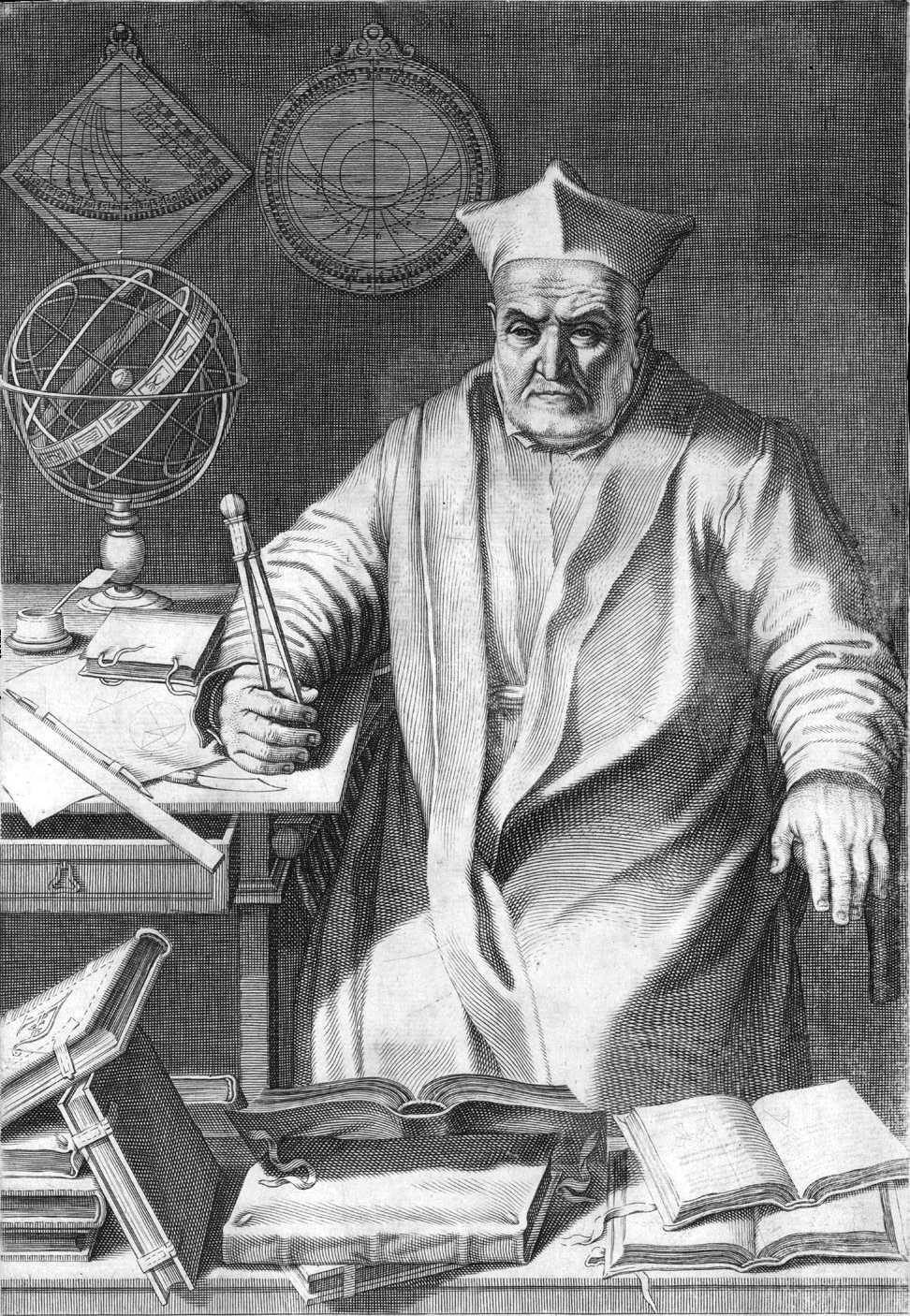
Christopher Clavius (1538-1612), matemático, astrónomo e gnomonista alemão, jesuíta, professor no Colégio Romano. Gravura de Francesco Villamena.

### Setembro
- 8 de Setembro - Fundação da cidade de São Luís pelos franceses, atual capital do Maranhão.

### Novembro
- 4 de Novembro - Expulsão das tropas católicas de Moscovo.

## Mortes
- 2 de fevereiro - Christopher Clavius, matemático e astrônomo alemão, foi um dos membros da comissão encarregue de preparar para o papa Gregório XIII a reforma do Calendário juliano, conhecida como Reforma Gregoriana, realizada em 1582 (n. 1538).
- 13 de abril - Sasaki Kojirō, grande espadachim japonês (n. 1585).

## Epacta e idade da Lua
| Epacta gregoriana | 27      |
| Idade da Lua      | Letra H |

## Por tema
- 1612 na arte